# Chasetown FC
Chasetown FC (celým názvem: Chasetown Football Club) je anglický fotbalový klub, který sídlí ve vesnici Chasetown v nemetropolitním hrabství Staffordshire. Založen byl v roce 1954 pod názvem Chase Terrace Old Scholars FC. Od sezóny 2018/19 hraje v Northern Premier League Division One West (8. nejvyšší soutěž). Klubové barvy jsou modrá a bílá.
Své domácí zápasy odehrává na stadionu The Scholars Ground s kapacitou 2 000 diváků.

## Historické názvy
Zdroj: 
- 1954 – Chase Terrace Old Scholars FC (Chase Terrace Old Scholars Football Club)
- 1972 – Chasetown FC (Chasetown Football Club)

## Získané trofeje
- Walsall Senior Cup ( 3× )
  - 1990/91, 1992/93, 2004/05

## Úspěchy v domácích pohárech
Zdroj: 
- FA Cup
  - 3. kolo: 2007/08
- FA Trophy
  - 4. kolo: 2010/11
- FA Vase
  - 5. kolo: 1999/00

## Umístění v jednotlivých sezonách
Stručný přehled
Zdroj: 
- 1972–1983: West Midlands Regional League (Division One)
- 1983–1994: West Midlands Regional League (Premier Division)
- 1994–2006: Midland Football Alliance
- 2006–2009: Southern Football League (Division One Midlands)
- 2009–2010: Northern Premier League (Division One South)
- 2010–2012: Northern Premier League (Premier Division)
- 2012–2018: Northern Premier League (Division One South)
- 2018– : Northern Premier League (Division One West)

Jednotlivé ročníky
Zdroj: 
Legenda: Z - zápasy, V - výhry, R - remízy, P - porážky, VG - vstřelené góly, OG - obdržené góly, +/- - rozdíl skóre, B - body, červené podbarvení - sestup, zelené podbarvení - postup, fialové podbarvení - reorganizace, změna skupiny či soutěže
| Sezóny  | Liga                                         | Úroveň | Z  | V  | R  | P  | VG | OG | +/- | B  | Pozice |
| ------- | -------------------------------------------- | ------ | -- | -- | -- | -- | -- | -- | --- | -- | ------ |
| 2009/10 | Northern Premier League (Division One South) | 8      | 42 | 24 | 10 | 8  | 78 | 42 | +36 | 82 | 2.     |
| 2010/11 | Northern Premier League (Premier Division)   | 7      | 42 | 20 | 6  | 16 | 76 | 59 | +17 | 66 | 10.    |
| 2011/12 | Northern Premier League (Premier Division)   | 7      | 42 | 10 | 11 | 21 | 50 | 75 | -25 | 41 | 20.    |
| 2012/13 | Northern Premier League (Division One South) | 8      | 42 | 21 | 11 | 10 | 83 | 51 | +32 | 74 | 5.     |
| 2013/14 | Northern Premier League (Division One South) | 8      | 40 | 14 | 10 | 16 | 52 | 59 | -7  | 52 | 12.    |
| 2014/15 | Northern Premier League (Division One South) | 8      | 42 | 14 | 9  | 19 | 60 | 64 | -4  | 51 | 13.    |
| 2015/16 | Northern Premier League (Division One South) | 8      | 42 | 19 | 11 | 12 | 68 | 49 | +19 | 68 | 7.     |
| 2016/17 | Northern Premier League (Division One South) | 8      | 42 | 13 | 8  | 21 | 64 | 75 | -11 | 47 | 17.    |
| 2017/18 | Northern Premier League (Division One South) | 8      | 42 | 22 | 7  | 13 | 83 | 64 | +19 | 73 | 5.     |
| 2018/19 | Northern Premier League (Division One West)  | 8      | 38 |    |    |    |    |    |     |    |        |